# Мурведър
Мурведър (на английски: Mourvèdre) е червен винен сорт грозде, произхождащ от Испания. Широко разпространен в Южна Франция, както и в Испания, където е вторият най-масов червен сорт след Гренаш. Насаждения има и в САЩ и Австралия.
Познат е и с наименованията: Мурведър ноар, Мурведър Еспар, Еспар, Пино флери, Агач сап, Морастел (Morrastel), Монастрел (Monastrell), Матаро, Тинта до Падре Антонио (Tinta do Padre Antonio).
Дава добри резултати на южни склонове с хладни глинести почви.
Гроздовете са средни, конични или цилиндроконични и много плътни. Зърната са средни, закръглени или слабо овални, тъмносини, покрити с обилен восъчен налеп. Кожицата е дебела и твърда. Месото е сочно.
Вината направени от Мурведър имат пикантен, леко пиперлив вкус и натрапчиви танини. Обикновено Мурведър се купажира с други сортове, има съществена роля в купажните розета и червени вина във френските райони Прованс и Долината на Рона, както и в испанските райони Риоха, Аликанте и Пенедес.